# 松岡賢太
松岡 賢太（まつおか けんた、1997年6月6日 - ）は、ジャパンラグビーリーグワンコベルコ神戸スティーラーズに所属するラグビー選手。

## プロフィール
- 大阪府出身[1]
- ポジションはフッカー(HO)
- 身長 175 cm、体重 100 kg
- 日本代表キャップは5。（2024年11月24日現在）
- ジュニア・ジャパンに選ばれたことがある[2]
- U20日本代表候補に選ばれたことがある[3]

## 略歴
2016年、京都成章高校卒業後、明治大学に入る。なお京都成章高校時代、副将を務めて高校日本代表に選ばれたことがある。
2020年、明治大学卒業後、神戸製鋼コベルコスティーラーズ(現・コベルコ神戸製鋼スティーラーズ)に加入。
2021年4月4日にジャパンラグビートップリーグ第6節パナソニック ワイルドナイツ戦に途中出場で公式戦初出場を果たす。
2024年9月15日に行われたパシフィックネーションズカップ2024準決勝サモア戦にて途中出場で日本代表初キャップ獲得。